# Kolpingstraße 18 (Sontheim)

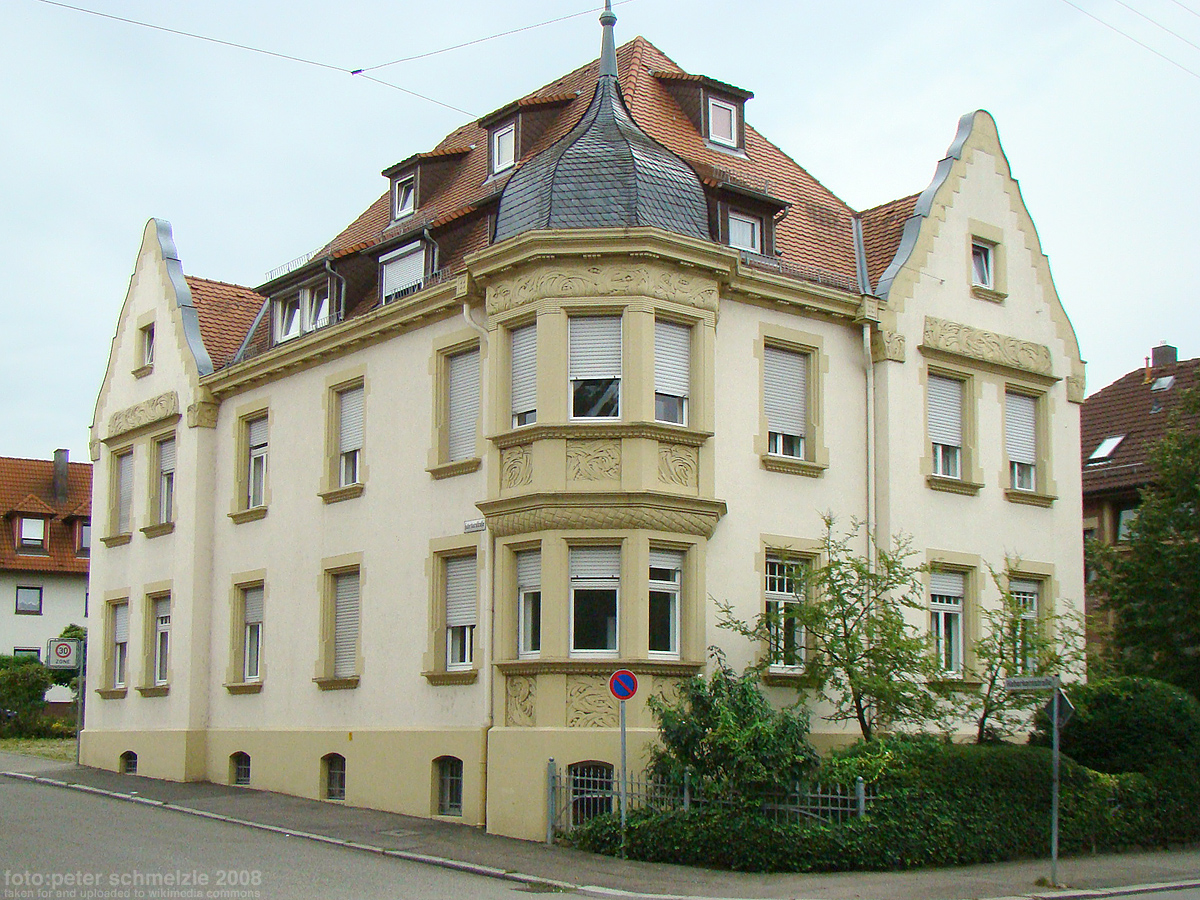
Kolpingstraße 18 in Heilbronn-Sontheim

Das Wohnhaus Kolpingstraße 18 in Sontheim ist ein zweigeschossiger Bau, der 1904 nach Plänen von Hermann Maute und Theodor Moosbrugger errichtet worden ist. 

## Beschreibung
Die zwei Vierzimmerwohnungen des Gebäudes dienten als Wohnung für leitende Angestellte der Zwirnerei Ackermann. Julius Fekete betont insbesondere die städtebauliche dominante Position des Bauwerks:

„Zweigeschossiger Putzbau … in städtebaulich dominanter Ecklage,  Seitenrisalite mit hohen geschweiften Giebeln, polygonaler Eckturm mit sog. Welscher Haube…“

Joachim Hennze unterstreicht das repräsentative Erscheinungsbild des Hauses und den Stil. Es war die Architektur des Neobarock, die für kurze Zeit modern war:

„ In der Kolpingstraße 18 baute Moosbrugger 1904 ein repräsentatives Eckhaus für leitende Angestellte von Ackermann. Der zweigeschossige Putzbau hat Seitenrisalite mit hohen geschweiften Giebeln und einen markanten Eckturm mit welscher Haube im Stil des Neobarock, der für wenige Jahre in Mode gekommen war. .“